# Michael Cera
Michael Austin Cera (Brampton, Ontario, Kanada, 7. lipnja 1988.) je kanadski glumac, komičar, producent, pjevač i tekstopisac. Karijeru je započeo kao dječji glumac, kada je posudio glas liku Braci medvjedu u dječjem crtiću Medvjedići iz 2003. godine, i glumio mladoga Chucka Barrisa u filmu Ispovijedi opasnog uma iz 2002. godine. 
Poznat je po ulozi Georgea Michael Blutha u humorističnoj seriji Prikraćeni (2003. – 2006., 2013., 2018. – 2019.) kao i po ulogama Evana u filmu Superbad (2007.), Pauliea Bleekera u filmu Juno (2007.), Scotta Pilgrima u filmu Scott Pilgrim protiv svijeta (2010.), i izmišljenoj verziji samoga sebe u filmu Ovo je kraj (2013.). Poznate glasovne uloge ostvario je kao Dick Grayson/Robin u Lego Batman filmu (2017.), Barry u filmu Sausage Party (2016.), i Sal Viscuso, komentator u web-seriji Childrens Hospital.
Cera je debitirao na Broadwayju 2014. godine, u produkciji Kenneth Lonerganove predstave This Is Our Youth. Za svoju izvedbu u Lonerganovoj predstavi Lobby Hero 2018. godine, Cera je bio nominiran za Tony nagradu za najboljeg sporednog glumca u predstavi. Cera je nedavno glumio u još jednoj Lonerganovoj predstavi, The Waverly Gallery.
Osim glume, Cera je glazbenik, a debitantski album True That, objavio je 2014. godine. Prije toga, Cera je također bio basist na turnejama indie rock supergrupe Mister Heavenly.

## Filmografija

### Filmske uloge
| Year  | Naslov                             | Uloga                                 | Bilješke                                  |
| ----- | ---------------------------------- | ------------------------------------- | ----------------------------------------- |
| 2000. | Prava frekvencija                  | Gordy Hersch Jr. (s 10 godina)        |                                           |
| 2000. | Steal This Movie!                  | America Hoffman (sa 7–8 godina)       |                                           |
| 2000. | Ultimate G's: Zac's Flying Dream   | Mladi Zac                             |                                           |
| 2002. | Ispovijedi opasnog uma             | Chuck Barris (s 8–11 godina)          |                                           |
| 2007. | Superbad                           | Evan                                  |                                           |
| 2007. | Juno                               | Paulie Bleeker                        |                                           |
| 2008. | Ekstremni film                     | Fred                                  |                                           |
| 2008. | Nick i Nora                        | Nick O'Leary                          |                                           |
| 2009. | Srce od papira                     | Samog sebe                            |                                           |
| 2009. | Godina prva                        | Oh                                    |                                           |
| 2009. | Buntovnik                          | Nick Twisp / François Dillinger       |                                           |
| 2010. | Scott Pilgrim vs. the Animation    | Scott Pilgrim                         | kratki film, glas                         |
| 2010. | Scott Pilgrim protiv svijeta       | Scott Pilgrim                         |                                           |
| 2012. | The End of Love                    | Michael                               |                                           |
| 2012. | The Immigrant                      | Michael                               | kratki film                               |
| 2013. | Crystal Fairy & the Magical Cactus | Jamie                                 |                                           |
| 2013. | Magic Magic                        | Brink                                 | također i izvršni producent               |
| 2013. | Brazzaville Teen-Ager              | Gunther                               | kratki film; također redatelj i producent |
| 2013. | Failure                            | čovjek                                | kratki film; također redatelj i producent |
| 2013. | Ovo je kraj                        | Samog sebe                            |                                           |
| 2013. | Gregory Go Boom                    | Gregory                               | kratki film                               |
| 2013. | Bitch                              | Samog sebe                            | kratki film; također redatelj i producent |
| 2014. | Hits                               | Bennie                                |                                           |
| 2015. | Entertainment                      | Tommy                                 |                                           |
| 2015. | That Dog                           | Tim                                   | kratki film                               |
| 2015. | A Very Murray Christmas            | Jackie, agent za talente              |                                           |
| 2016. | Sausage Party                      | Barry                                 | glas                                      |
| 2016. | Man Rots from the Head             | Sydney Ward                           | kratki film                               |
| 2017. | Licem u lice                       | Phil                                  |                                           |
| 2017. | Lemon                              | Alex                                  |                                           |
| 2017. | Lego Batman film                   | Richard "Dick" Grayson / Robin        | glas                                      |
| 2017. | Kako postati Latino Lover          | Remy                                  |                                           |
| 2017. | Cooking with Alfred                | Richard "Dick" Grayson / Robin (glas) | kratki film                               |
| 2017. | Velika igra                        | Igrač X                               |                                           |
| 2018. | Tyrel                              | Alan                                  |                                           |
| 2018. | Spivak                             | Robby LeBeau                          |                                           |
| 2018. | Gloria Bell                        | Peter                                 |                                           |
| 2019  | Between Two Ferns: The Movie       | Samog sebe                            |                                           |
| 2021  | Cryptozoo                          | Matthew (glas)                        |                                           |
| TBA   | Blazing Samurai                    | Hank                                  | u post-produkciji                         |

### Televizijske uloge
| Year                                | Naslov                                     | Uloga                  | Bilješke                                 |
| ----------------------------------- | ------------------------------------------ | ---------------------- | ---------------------------------------- |
| 1999.                               | Twice in a Lifetime                        | skejtaš #2             | Epizoda: "The Blame Game"                |
| 1999. – 2001.                       | I Was a Sixth Grade Alien                  | Larrabe Hicks          | 44 epizode                               |
| 1999.                               | Noddy                                      | Butch                  | Epizoda: "Big Bullies"                   |
| 1999.                               | Zamjena golova                             | Taylor                 | televizijski film                        |
| 1999.                               | What Katy Did                              | Dorry                  | televizijski film                        |
| 2000.                               | Nikita                                     | Jerome                 | Epizoda: "He Came from Four"             |
| 2000.                               | Anne of Green Gables: The Animated Series  | Benjamin               | Epizoda: "The Best Partner"              |
| 2001.                               | George Shrinks                             | Cadwell Boy            | Epizoda: "Speed Shrinks"                 |
| 2001.                               | Doc                                        | Max                    | 2 epizode                                |
| 2001. – 2004.                       | Braceface                                  | Josh Spitz             | Glas; 40 epizoda                         |
| 2001.                               | Doc                                        | Max                    | 2 epizode                                |
| 2001.                               | The Ripping Friends                        | Boy Boy/Young Boy      | Glas; 2 episodes                         |
| 2001.                               | Stolen Miracle                             | Brandon McKinley       | Television film                          |
| 2001.                               | My Louisiana Sky                           | Jesse Wade Thompson    | televizijski film                        |
| 2001.                               | The Familiar Stranger                      | Young Ted Welsh        | televizijski film                        |
| 2001.                               | Walter i Henry                             | Crying Kid             | televizijski film                        |
| 2003. – 2004.                       | Medvjedići                                 | Braco medvjed          | Glas; 40 epizoda                         |
| 2003.                               | Rolie Polie Olie                           | Little Gizmo           | Glas; 4 epizode                          |
| 2003.                               | Pecola                                     | Robbie Rabbit          | Glas; 26 epizoda                         |
| 2003. – 2006.; 2013.; 2018. – 2019. | Prikraćeni                                 | George Michael Bluth   | 80 epizoda Producent (sezone 4 i 5)      |
| 2005.                               | Wayside                                    | Todd                   | Glas; Episode: "Pilot"                   |
| 2006.                               | Veronica Mars                              | Dean Rudolph           | Epizoda: "The Rapes of Graff"            |
| 2006.                               | Tom Goes to the Mayor                      | Scrotch                | Glas; Epizoda: "Undercover"              |
| 2007.                               | Clark i Michael                            | Mikey Cera             | Osmislio, režirao, napisao i producirao  |
| 2007.                               | Tim and Eric Awesome Show, Great Job!      | Jamie Stevens          | Epizoda: "Cats"                          |
| 2008. – 2016.                       | Childrens Hospital                         | Sal Viscuso            | Glas; 63 epizode                         |
| 2012.                               | Simpsoni                                   | Nick                   | Glas; Epizoda: "The Daughter Also Rises" |
| 2012., 2015.                        | Comedy Bang! Bang!                         | Samog sebe             | 2 epizode                                |
| 2013.                               | ArcadeFire in Here Comes the Night Time    | Spanish Bartender      | televizijski specijal                    |
| 2013.                               | Burning Love                               | Wally                  | 6 epizode                                |
| 2013. – 2016.                       | Drunk History                              | razni likovi           | 3 epizode                                |
| 2014.                               | Saturday Night Live                        | surogat                | Epizoda: "Jonah Hill/Bastille"           |
| 2014.                               | How and Why                                | Mendelsohn             | Pilot                                    |
| 2015.                               | Louie                                      | mladić                 | Epizoda: "Sleepover"                     |
| 2015.                               | Wet Hot American Summer: First Day of Camp | Jim Stansel            | 3 epizode                                |
| 2017.                               | Twin Peaks                                 | Wally "Brando" Brennan | Epizoda: "Part 4"                        |
| 2018.                               | The Shivering Truth                        | Delmer                 | Glas; Epizoda: "Chaos Beknownst"         |
| 2019.                               | Weird City                                 | Tawny                  | Epizoda: "A Family"                      |
| 2020.                               | Medical Police                             | Sal Viscuso            | 3 epizode                                |
| 2020.                               | At Home with Amy Sedaris                   | Travis                 | Epizoda: "Valentine's Day"               |